# Christian Perez (football)
Pour les articles homonymes, voir Perez et Christian Perez.
Christian Perez est un footballeur français, né le 13 mai 1963 à Marseille. Il évolue au poste d'attaquant puis de milieu de terrain de la fin des années 1970 à la fin des années 1990.
Formé au Nîmes Olympique, il joue ensuite notamment au Montpellier HSC et au Paris SG.
Il compte 22 sélections pour deux buts inscrits en équipe de France et dispute le championnat d'Europe 1992.

## Biographie
Christian Perez fait ses débuts à Saint-Remy de Provence en poussins. En cadets, il part au Nîmes Olympique. Ailier de poche, Christian Perez commence sa carrière en Division 1 avec le Nîmes Olympique lors de la saison 1979-1980. Il en devient un titulaire à part entière quand le club gardois se retrouve en Division 2 en 1981.
Ses bonnes performances, caractérisées par un style tout en finesse et vivacité, le conduisent à rejoindre l'équipe du Montpellier PSC du président Louis Nicollin fraîchement promu en juin 1987 en Division 1. Christian Perez y effectue une saison fracassante, devenant un des meilleurs passeurs du championnat, aidant ainsi les Montpelliérains à s'adjuger la troisième place du classement, synonyme de Coupe de l'UEFA et la meilleure attaque avec 68 buts. Ne voulant pas être mis en compétition avec Bruno Bellone (avec lequel Perez avait joué en sélections en équipe de France des jeunes et au bataillon de Joinville), il décide de quitter le club.
Il effectue un test avec le Paris Saint-Germain: après trente minutes, Perez convainc Francis Borelli et Tomislav Ivić et rejoint le club parisien. A Paris, il fait preuve encore d'une belle régularité, le club parisien devant beaucoup à son ailier, jouant parfois milieu offensif avec la même réussite, de caracoler en tête du classement lors de la saison 1988-1989, malgré le système défensif prôné par l'entraîneur Tomislav Ivić. Finalement, le club parisien termine à la deuxième place, dépassé de peu par un Olympique de Marseille ayant mieux négocié sa fin de saison. Ce qui n'empêche pas à Christian de s'ouvrir les portes de l'Équipe de France, appelé par Michel Platini. Pour l'anecdote, c'est son coéquipier au PSG Joël Bats qui lui annonce qu'il va être sélectionné. Titularisé par Platini, Christian se paye le luxe de marquer son premier but en bleu pour sa première sélection le 19 novembre 1988 en ouvrant le score à Belgrade contre la Yougoslavie et ce dès la troisième minute du match. Malgré la défaite (3-2) et apprécié par Platini qui considère qu'il se "sous-estime", il s'installe progressivement chez les Bleus. Il s'illustre surtout en tant que passeur décisif (11 fois) et ne quitte les Bleus qu'à l'issue de l'Euro 92 et la défaite contre le Danemark (2-1). Fâché que le PSG traîne les pieds pour le faire re-signer alors que Monaco lui offre un contrat de trois ans et malgré les conseils de Daniel Bravo qui lui conseille de rester, il quitte le PSG en 1992 pour rejoindre l'AS Monaco. Décision qu'il regrettera amèrement: dans un entretien sur Le Podcast des Légendes en 2023, il confiera que « le grand manque de ma vie de footballeur, ça sera que mon histoire avec le PSG devait continuer. »
Après deux saisons moyennes en Principauté et malgré la demi-finale de Ligue des Champions, il quitte l'AS Monaco pour le LOSC en 1994. Le courant avec Jean Fernandez ne passe pas dans une équipe « où les joueurs étaient un peu traumatisés » et il retourne au Nîmes Olympique relégué en National 1 en 1995. Cadre au sein d'une équipe nîmoise jeune, il dispute la finale de la Coupe de France, perdue contre l'AJ Auxerre. Mais ce succès permet à Auxerre de s'offrir le doublé coupe-championnat, permettant par la même occasion au Nîmes Olympique de se qualifier pour la Coupe d'Europe pour la première fois depuis 1973.
Christian choisit alors de s'expatrier dans le championnat chinois en 1996 au Shanghai Shenhua et devient un des premiers joueurs français à y tenter sa chance. Arrivé en milieu de championnat et surnommé le Maradona français, il arrêtera sa carrière professionnelle la saison suivante après une saison et demie en terre chinoise. Après une carrière pour une marque de sport pendant onze ans, il travaille désormais dans la promotion immobilière.

## Palmarès

### En club
- Vice-champion de France en 1989 avec le Paris Saint-Germain
- Vice-champion de Chine en 1996 et en 1997 avec Shanghai Shenhua
- Finaliste de la Coupe de France en 1996 avec le Nîmes Olympique

### En équipe de France
- 22 sélections et 2 buts entre 1988 et 1992.
- Participation au Championnat d'Europe des Nations en 1992 (Premier Tour).

### Statistiques
- 269 matches et 44 buts en Division 1
- 151 matches et 52 buts en Division 2
- 3 matchs en Ligue des Champions
- 2 matchs en Coupe d'Europe des Vainqueurs de Coupe
- 4 matchs en Coupe de l'UEFA

### Records et repères
- 1er match en Division 1 le 22 mars 1980 : Nîmes - Laval 2-0
- 1re sélection et 1er but le 19 novembre 1988 au J.N.A. (Belgrade) : Yougoslavie - France 3-2 (titulaire, marque à la 3e minute et sort à la 68e minute)
- Membre de l'équipe de France alignant 19 matchs sans défaite entre mars 1989 et le 19 février 1992 (record de l'époque)
- Membre de l'équipe de France remportant tous ses matchs de qualifications à l'Euro 1992 (une première en Europe)